# Хімічний завод в Ком-Ушим
Хімічний завод в Ком-Ушим – підприємство єгипетської хімічної промисловості, що знаходиться на північному завершенні оази Ель-Фаюм.
Завод, що почав роботу у 2015 році, включає лінії з виробництва:
- концентрованої сульфатної кислоти річною продуктивністю 150 тисяч тон;
- дигідрофосфату амонію потужністю 150 тисяч тон на рік;
- сульфату калію потужністю 22 тисячі тон на рік;
- сульфату алюмінію потужністю 200 тисяч тон на рік у рідкій та твердій формах (використовується передусім для очищення води).
Також у комплексі заводу є лінія соляної кислоти продуктивністю 26 тисяч тон на рік.
Проект реалізувала компанія El Nasr Company for Intermediate Chemicals (NCIC), що контролюється National Service Projects Organization.